# Тилак, Бал Гангадхар
Локама́нья Бал Гангадха́р Ти́лак (англ. Lokmanya Bal Gangadhar Tilak, маратхи बाळ गंगाधर टिळक; 23 июля 1856, Ратнагири, Бомбейское президентство, Британская Индия — 1 августа 1920, Бомбей, Британская Индия) — индийский националист, консерватор, сторонник ортодоксального индуизма и борец за независимость Индии от британского колониального господства: первый лидер индийского движения за независимость — «сварадж», букв. «своя власть», член группировки «Лал Бал Пал», участвовал в деятельности Индийского национального конгресса (ИНК), участвовал в движении свадеши. Неоднократно приговаривался к тюремному заключению, в 1908 году — к 6 годам каторги.
Автор «арктической гипотезы» о прародине «ариев» («арийцев» — индоевропейцев). Гипотеза не была принята наукой того времени. В современном научном сообществе поддержки также не имеет и рассматривается как псевдонаучная.

## Биография
По национальности — маратхи. Происходил из семьи маратхских брахманов.  Получил юридическое образование в колледже в Бомбее (ныне Мумбаи).
В 1871 году Тилак женился на Тапибае в возрасте 16 лет, за несколько месяцев до смерти своего отца. После замужества её имя было изменено на Сатьябхамабай.
Общественно-политическую деятельность начал В 1870-х годах. С 1881 года издавал газету «Маhratta» на английском языке и «Кесари» на маратхском языке.
С 1890-х годов был участником Индийского национального конгресса. В 1890-х годах политика Тилака была связана с Махараштрой и в основном с интересами маратхов. В начале в своих идеях об индусском государстве он ограничивался пределами Махараштры. Чтобы преодолеть уровень провинциального политика, в середине 1890-х годов Тилак пытался стать влиятельной фигурой в ИНК. «Арийская» идея, выраженная в его арктической гипотезе, предоставляла ему более широкую идеологическую площадку и позволяла стать политиком общеиндийского масштаба. В то же время его «патриотический национализм» был наполнен «брахманским символизмом». В 1893 году он издал книгу «Орион, или Изучение древности Вед».
В 1897 году Тилак оказался в заключении за свои выступления против британской колониальной администрации и по обвинению в подстрекательстве к убийству. В Пуне индусами был убит британский чиновник, руководивший борьбой с бубонной чумой. Убийцы оказались связаны с Тилаком, известным пламенными выступлениями против колониальных чиновников, за что он ранее единожды уже попадал под суд. Накануне убийства он выступил на празднике Шиваджи с речью, в которой оправдывал любые поступки «великих людей» вплоть до убийства тем, что они «стоят выше принципов обычной морали». Колониальные власти расценили эту речь в качестве призыва к политическому убийству. В заключении Тилак подготовил книгу «Арийская прародина в Ведах» (впервые опубликована в 1903).
Став признанным политиком Махараштры, Тилак проявлял большие лидерские способности и отстаивал интересы индусов с консервативных позиций, проявляя талант оратора и журналиста. Тилак всегда подчеркивал свою преданность индуизму и уважение к его святыням. Это подчеркивала его приверженность одежде брахманов Махараштры. Он считал, что индуизм имел очень древние корни, способные скрепить единство всех индусов. Одним из первых он начал использовать термин «индусская нация», считая, что местный национализм должен основываться на индуизме. Идею о единстве всех индусов (последователей индуизма) он поддержал после совершения в 1898—1900 годах путешествия по различным регионам Индии, а также по Бирме и Цейлону. Вначале он исключал из индийской нации мусульман, сикхов, парсов и многие другие группы. Однако позднее, в 1908 году, выступая на очередной конференции ИНК, он говорил, что «Индия не является нацией, монополизированной националистами, и не является нацией членов одной касты, одной религии или одного символа веры». Индия должна принадлежать «всему индийскому народу», а не отдельно мусульманам, индусам, парсам или джайнам. Это помогло ему стать фигурой общеиндийского масштаба.
Полагая, что дальнейшее развитие Индии допускает заимствование иностранных технических знаний, Тилак, тем не менее, стоял за сохранение национального характера и традиционной социальной структуры индийского общества. По его мнению, политический прогресс не зависел от социальных реформ, и он считал эти реформы ненужными. В отличие от реформатора индуизма Даянанды Сарасвати Тилак защищал интересы брахманов и доказывал, что только они имеют право изучать и трактовать ведийские тексты и исполнять ведийские гимны. По этим причинам в 1887 году Тилак был в числе противников реформы брачных норм, призванной облегчить положение женщин, в 1896—1897 годах — в числе противников введения профилактических мер против бубонной чумы и в 1901 году — земельной реформы, направленной на улучшение положения крестьян. Тилак не разделял политику и религию и будущую индусскую государственность связывал с реставрацией традиционного индуизма («арийской религии»). Идей демократических свобод или прав человека он не разделял.
Национализм Тилака требовал свободы для нации, но не предполагал всеобщего равенства и демократии. Идеалом Тилака был воинственный бог Кришна. Он не разделял умеренную линию многих лидеров ИНК, и начиная с 1904 года призывал к решительной борьбе за освобождение Индии. С 1905 года он был одним из лидеров радикального крыла ИНК («экстремистов»). После раскола ИНК в 1907 году Тилак возглавил его радикальное крыло. На эту политику его вдохновлял эпический герой Арджуна, отважно выступавший против врагов. В то время как умеренные индийские политики пытались добиться для Индии только статуса автономии, Тилак требовал полной независимости и одобрял вооруженную борьбу. Он впервые сформулировал лозунг: «Сварадж (самоуправление) является нашим прирожденным правом». Сам термин «сварадж» он выдвинул на очередной сессии ИНК в конце 1906 года в Калькутте.
В отличие от деятелей ИНК, обсуждавших реформы в узком кругу, Тилак часто выступал перед народными массами, при этом обращаясь к ним не по-английски, а на языке маратхи. Являясь хорошим знатоком индийской традиции, он включал в свою речь отсылки к деяниям индуистских богов и героев. Всё это определяло его популярность в народе. Он стал инициатором проведения в Махараштре массовых народных праздников, в 1893 году — в честь бога Ганеши (Ганапати), в 1896 году  — в честь средневекового князя Шиваджи, основателя Империи маратхов. Праздник Ганапати имел только религиозный характер, в то время как праздник Шиваджи имел целью придать индийскому национализму политическую генеалогию в борьбе за независимость. Эти праздники рассматривались как одна из основ для пробуждения индусского самосознания. Введенные Тилаком народные праздники привели к росту напряженности между индусами и мусульманами, поскольку во время них звучали оскорбительные для мусульман стихи, лозунги и призывы. Также Тилак поддерживал движение по защите коров, рассматривая его как символическую защиту индусов от их неприятелей.
Колониальные власти относились к Тилаку с подозрением и накануне Первой мировой войны считали его главным индийским бунтовщиком. Вопреки прежним идеям, в 1914 году Тилак говорил, что от умеренных политиков его отличает не цель борьбы, поскольку все они хотели автономии в составе Британской империи, а её методы. Ближе к концу жизни Тилак пытался основать Демократическую партию и стал сторонником идей социального равенства. Однако эти стремления не нашли поддержки. Экстремистские политики обвинили Тилака в попытке узурпации власти, а умеренные не верили в его приверженность демократии.
Интерес к «древней арийской цивилизации» Тилака сохранил до конца жизни. Среди задуманных им, но так и не написанных книг были трактаты о «доэпической истории Индии», о древних связях Индии с Халдеей и об истории индуизма.

## Оценки

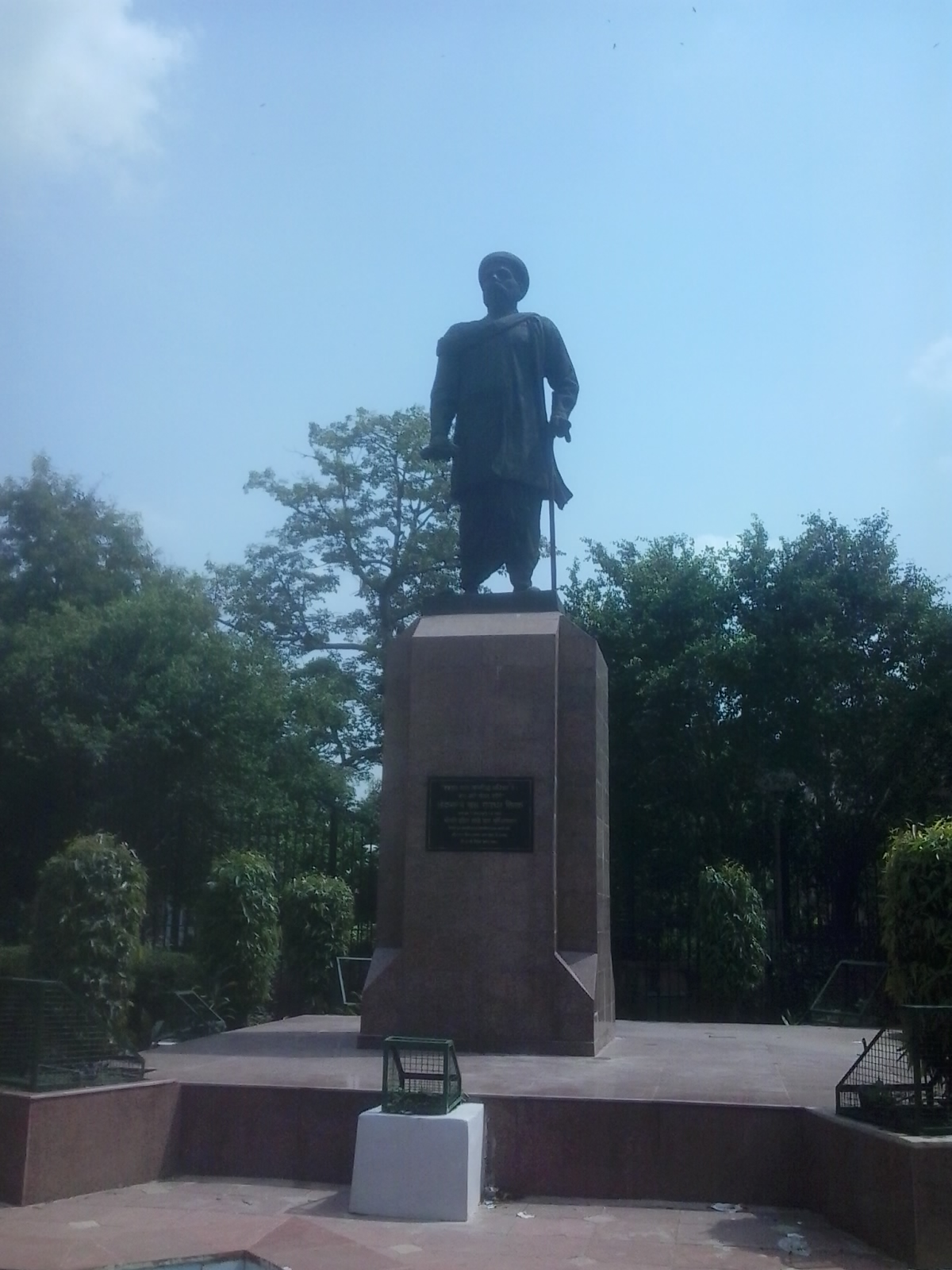
Памятник в Дели

Умеренный индийский политический деятель Г. К. Гокхале незадолго до своей смерти упрекал Тилака в безответственности, утверждая, что тот мог побудить народные массы к безрассудным поступкам. По словам С. Уолперта, в наследство своим потомкам Тилак оставил «воинственность, возрожденный индуизм, регионализм и коммунализм, кастовое самосознание и социальный консерватизм».

## Арктическая гипотеза

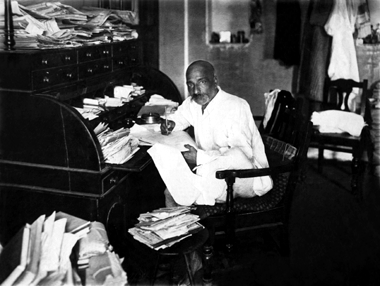
В своём кабинете

Тилак основывался на идеях профессора Бостонского университета Уильяма Ф. Уоррена и Дж. Риса, некоторых познаниях в астрономии и на ведической литературе. Под «ариями» Тилак понимал не только исторических ариев, предков иранцев и индийцев, но предков индоевропейцев вообще («арийцы», псевдонаучный синоним индоевропейцев). По его мнению, в межледниковый период климат в Арктике был намного теплее, чем в настоящее время. Там располагалась прародина «ариев», откуда они пришли в Индию. Ныне гипотеза Тилака имеет своих последователей среди некоторых индийских интеллектуалов, теософов и зороастрийцев.

### Критика
Критический разбор арктической гипотезы осуществлён рядом учёных. Критический анализ интерпретации «Ригведы» Тилаком произведён А. А. Семененко.
Гипотеза не имеет археологических подтверждений. Тилак интерпретировал индийские мифы буквально, как облечённые в мифологическую форму воспоминания о реальных древних событиях. Вопреки тезису Тилака о древности Вед учёные относят древнейшую их часть к периоду не ранее второй половины 2-го тысячелетия до н. э. Позднее была показана ненадежность опоры на содержащиеся в Ригведе астрономические данные.По мнению учёных, географическое положение местностей, описанных в индийских ведах, определить практически невозможно. Г. М. Бонгард-Левин и Э. А. Грантовский отмечают, что мифологемы, связанные с севером, северной страной, скорее всего появились у ариев на их прародине при контактах с северными финно-угорскими соседями.
Современные исследователи считают, что арктическая гипотеза имела для Тилака большой политический смысл. По его мнению, «арии» были первым народом мира, пережившим глобальную катастрофу и утратившим свою древнейшую в мире цивилизацию. В период их расселения по миру многие древние знания были забыты, но в наибольшей мере древнее наследие сохранили «азиатские арии», ставшие прямыми предками индийцев. «Арии» смогли пережить катастрофу, расселиться по миру и, сохранив лишь немного из своих исконных знаний, создали высокую цивилизацию, что доказывало их культурное превосходство. Тилак часто использовал термин «арийская раса», но понимал его не как раса, а как «культурная группа». По мнению историка В. А. Шнирельмана, арктическая гипотеза Тилака представляет собой одну из версий «арийского золотого века», идеи, популярной в Индии того времени.

## Труды
- «Орион, или Исследование древности Вед» / Orion, or Researches into the Antiquities of the Vedas (1893).
- «Арктическая родина в Ведах» / The Arctic Home in the Vedas (1903) — Русский перевод с англ. Н. Р. Гусевой (М., 2001).